# 喜士定街

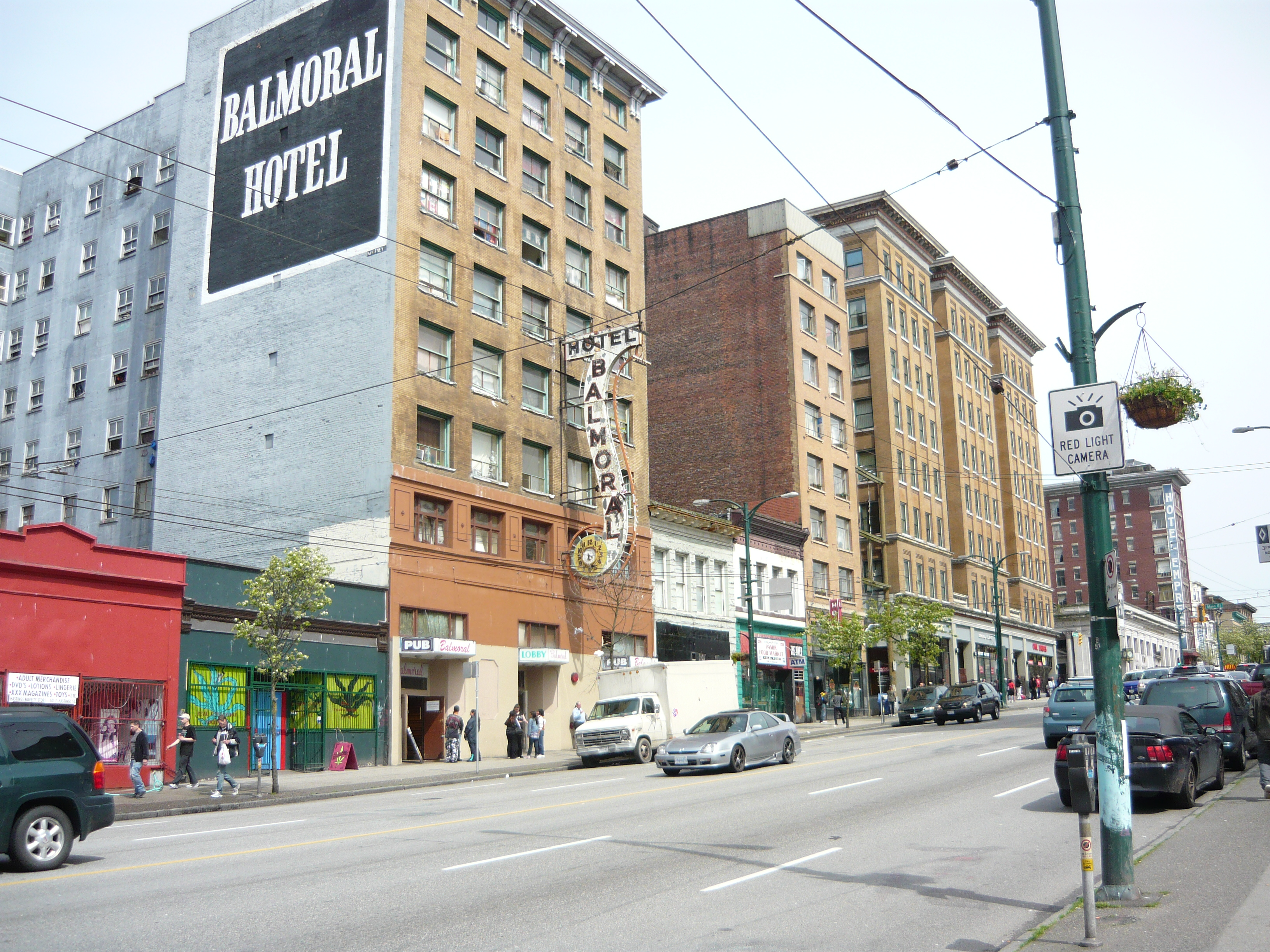
喜士定街

喜士定街是加拿大卑詩省大溫哥華地區一條主要東西向街道，西起溫哥華市中心的卡爹路街，東端則於本拿比駁上本拿比山園林路（Burnaby Mountain Parkway）。喜士定街於溫市以内有東西之分：卡羅街以西為喜士定西街，以東則為喜士定東街；本拿比市内則沒有此區分。
喜士定街沿途座落不少溫哥華地標，如海洋大厦、溫哥華會大樓、冼佳亞中心、海港中心、自治領大廈、勝利廣場、卡内基社区中心以及活活大樓。溫市東區一帶的喜士定街聚集不少貨倉和批發公司，到乃磨街一帶則是意大利裔社區。橫加公路以西的地段則是喜士定公園，為太平洋體育館、喜士定馬場、Playland遊樂場和每年一度的太平洋國家展覽會（PNE）會址所在。

## 歷史

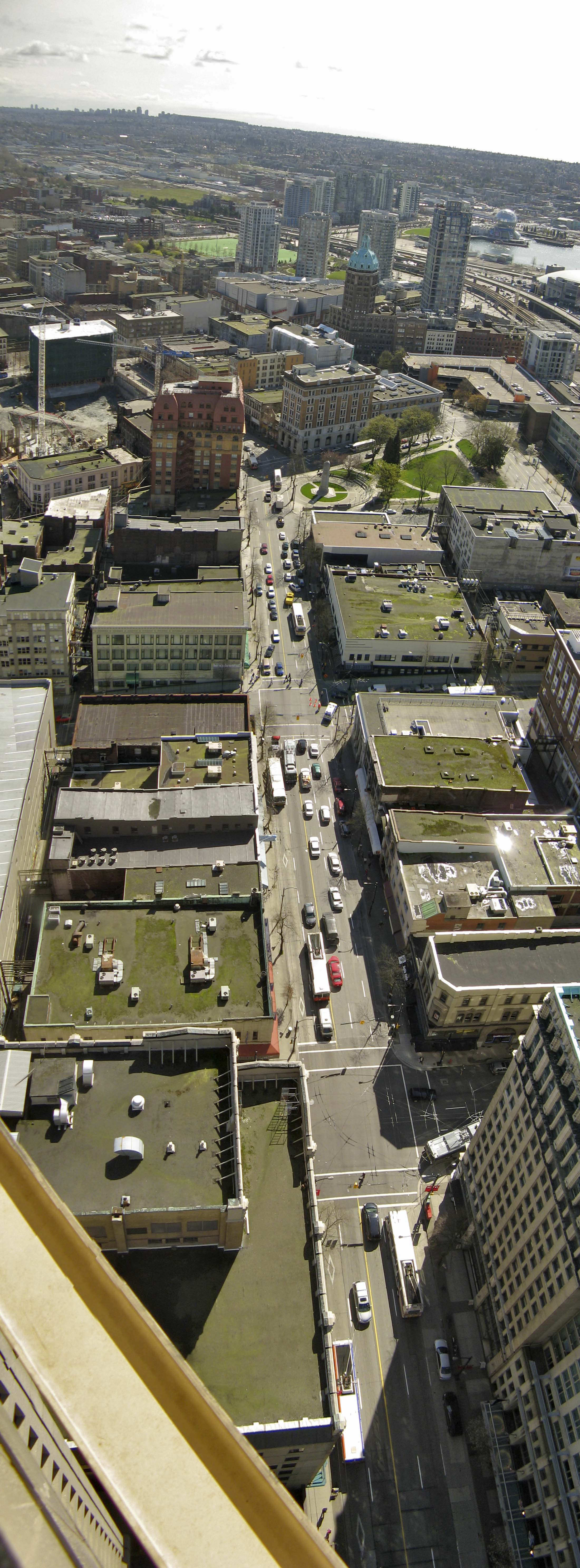
從海港中心觀景台眺望喜士定街

1885年，加拿大太平洋鐵路公司在布勒內灣南岸展開勘探，並劃下一條連接固蘭湖鎮址（Granville Townsite，即今煤氣鎮）和喜士定鎮址（Hastings Townsite，即今喜士定公園一帶）的東西向街道，而這條街道則於1886年被名為「喜士定街」。街道名稱可能是直接紀念英國皇家海軍少將喬治·福勒·喜士定，又或者是以喜士定鎮址命名。（喜士定鎮址本身便是以喜士定少將命名。）布勒街以西的一段喜士定街過去曾名為「西頓街」（Seaton Street），到1914年則更名成為喜士定街的一部分。
喜士定街夾卡路街（Carrall Street）一帶（即喜士定街東西分界之處）於溫哥華開埠時曾經是市中心所在，沿途設有數座政府和公共建築（如位於甘比街交界的法院大樓，和位於緬街交界的卡奈基圖書館），而位於亞拔街交界的活活百貨大樓於1903年開幕後，喜士定街更鞏固其溫哥華主要購物街的地位。此外，通往二埠的城際電車綫總站於1891年至1958年間亦設於喜士定街夾卡羅街的西南方，為該處帶來一定的人流。然而，市中心的商業活動於二戰後逐漸往西移（原市中心則演變成今市中心東端），購物人流亦分散至市郊新建的大型購物商場，電車綫更於1958年停駛。種種因素令市中心東端一段的喜士定街風光不再，到1980和90年代更淪爲癮君子和妓女流連之地，活活公司於1993年結業後更雪上加霜。
喜士定街過往曾構成卑詩省7A省道的一部分；此省道資格已於2006年取消，但喜士定街沿途仍留有不少「7A」路盾。